# Antiasmático
Os Antiasmáticos são os fármacos usados no tratamento da asma.
A asma é uma doença inflamatória dos brônquios, causada por reacções alérgicas. Caracteriza-se por um processo inflamatório crónico com libertação de histamina e outros mediadores, que produzem broncoconstrição e produção excessiva de muco causando dificuldade respiratória (falta de ar)(dispneia) e em casos graves asfixia.
Os episódios agudos da asma são tratados com fármacos broncodilatadores, que aliviam a falta de ar. A prevenção de ataques em indivíduos asmáticos é feita com imunossupressores como os glucocorticóides e o cromoglicato que actuam no processo inflamatório.

## Broncodilatadores
São usados para alíviar os episódios agudos e evitar a asfixia. são administrados sob a forma de um inalador com aerossol, de modo a limitar os efeitos aos brônquios e evitar efeitos sistémicos.
Também são usados em pacientes com doença pulmonar obstrutiva crónica (DPOC) e bronquite crónica. Os simpaticomiméticos são os mais utilizados, sendo os outros prescritos no caso de não houver resposta satisfatória aos primeiros.

### Simpatomiméticos beta2
Os simpatomiméticos beta2 são também usados no tratamento de outras patologias.

#### Farmacologia
Activam os receptores beta2 do sistema simpático (parte do sistema nervoso autónomo). Estes produzem relaxamento no músculo liso brônquico e portanto broncodilatação.
Também inibem a liberação de histamina pelos mastócitos, diminuindo a secreção de muco, desobstruindo o lúmen dos brônquios.

#### Efeitos adversos
- Tremores e taquicardia são o efeitos adversos mais comuns com pequenas quantidades ingeridas.

#### Fármacos especificos
- Salbutamol
- Terbutalina
- Formoterol
- Salmeterol
- Bambuterol
- Fluticasona

### Xantinas
São compostos que ocorrem naturalmente no café (cafeína) ou no chá (teofilina).

#### Farmacologia
As xantinas têm dois mecanismos de acção distintos. Inibem os receptores da adenosina e a enzima fosfodiesterase, aumentando os mediadores intracelulares cAMP e cGMP (por ela degradados). No músculo liso bronquico, o aumento do cAMP e cGMP leva ao relaxamento.
Não são tão eficazes quanto o grupo precedente.

#### Efeitos adversos
Devem-se aos efeitos noutros órgãos. No cérebro a adenosina é um neurotransmissor. O musculo liso do intestino é afectado.

#### Fármacos especificos
- Teofilina: mais usado. A cafeína não é utilizada como terapia.
- Aminofilina: derivado da teofilina.

### Parassimpaticolíticos muscarinicos
Veja o grupo para mais detalhes.

#### Farmacologia
Inibem os receptores muscarínicos do sistema parassimpático a nível das células musculares bronquicas, levando ao seu relaxamento.

#### Efeitos adversos
São pouco frequentes e devidos à inibição dos mesmos receptores noutros órgãos. Nas doses baixas usadas em aerossol, quase não ocorrem.

#### Fármacos especificos
- Ipratrópio
- Oxitrópio
- Tiotrópio

### Antagonistas do receptor cisteinil-leucotrieno

#### Farmacologia
Inibem os receptores dos mediadores leucotrienos, potentes broncoconstritores inflamatórios.

#### Efeitos adversos
- Dor de cabeça
- Naúseas
- Diarreia

#### Fármacos especificos
- Zafirlukast
- Montelucast

### Anti-histamínicos H1
Para mais detalhes e outros usos, veja página principal sobre anti-histamínicos.

#### Farmacologia
Inibem os efeitos broncoconstritores da histamina nos receptores H1, existentes nas células musculares nas brônquicas.

#### Efeitos adversos
- Alguma sedação

#### Fármacos específicos
- Loratadina

## Imunossupressores
São usados na prevenção de ataques de asma em indivíduos susceptíveis, controlando a inflamação crónica subjacente à doença.

### Corticosteróides
Veja a página principal sobre corticosteróides para mais detalhes sobre este grupo.
São usados em conjunção com simpatomiméticos no controlo da asma. Administrados por via oral. Não são eficazes no controlo dos ataques agudos.

#### Farmacologia
Actuam em receptores intranucleares de transcrição génica, como outros esteróides. Nos linfócitos inibem os genes das citocinas, diminuindo a reacção inflamatória.

#### Efeitos adversos
- Infecções (candidiase).
- Disfonia (alterações na voz)

#### Fármacos especificos
- Budesonide
- Beclometasona
- Fluticasona
- Dexametasona
- Prednisolona

### Cromoglicatos
São imunossupressores menos potentes.

#### Farmacologia
O mecanismo exacto não é conhecido. Julga-se que diminuem a secração de histamina pelos mastócitos e a libertação de mediadores pró-inflamatórios pelas terminações nervosas (inflamação neurgénica).

#### Efeitos adversos
- Tosse

#### Fármacos especificos
- Cromoglicato
- Nedocromil